# Rodrigo Pesántez Rodas
Rodrigo Abelardo Pesántez Rodas (Azogues, 25 de julho de 1937 – Guayaquil, 2 de abril de 2020) foi um escritor e poeta equatoriano.

## Biografia
Em 1962, ganhou o primeiro lugar no Concurso Nacional de Poesia Ismael Pérez Pazmiño, do jornal El Universo. Em 1970, foi nomeado funcionário da UNESCO na Europa. Em 1994, recebeu o Prêmio Nacional de Mérito Cultural da Casa da Cultura Equatoriana. Dois anos depois, em 1996, ganhou o Prêmio José Vasconcelos no México. 
Em 2019, foi nomeado membro honorário da Academia Nacional de História (ANH). Por aproximadamente 40 anos, lecionou na Universidade de Guayaquil.
Morreu na noite de 2 de abril de 2020 aos 82 anos devido a uma crise respiratória causada pela COVID-19.

## Obra literária
Durante sua vida, publicou vários livros de ensaios e poesia, dentre os mais importantes, está a Antologia da Poesia Cósmica do Equador, uma seleção dos melhores poemas do Equador, livro com o qual ganhou o Prêmio Internacional José Vasconcelos no México.
Da vanguarda até 1950, obra na qual descreve os riscos históricos, estilísticos e críticos da poesia equatoriana. entre seus outros livros são: 
- Visão e revisão da literatura equatoriana
- Visão geral do ensaio no Equador
- Plenitude e declínio do instante
- Vigília da minha sombra
- Presença da mulher equatoriana na poesia
- Poesia de uma época